# Huis Bragança-Saksen-Coburg en Gotha

Wapenschild van Huis Bragança-Saksen-Coburg en Gotha.

Het huis Bragança-Saksen-Coburg en Gotha was een dynastie die over Portugal regeerde van 1836 tot 1910.
Op 1 januari 1836 trouwde Ferdinand, neef van Ernst I van Saksen-Coburg-Gotha, met koningin Maria II van Portugal, van het huis Bragança, en werd zo Ferdinand van Saksen-Coburg-Gotha-Koháry, van het huis Wettin. Zo ontstond een Portugese linie van het huis Bragança-Saksen-Coburg en Gotha. Zijn nakomelingen hebben tot 1910, toen de monarchie werd opgeheven, onder de naam Saksen-Coburg en Gotha op de troon gezeten.

## Koningen van Portugal uit het huis Bragança-Saksen-Coburg en Gotha
- 1834-1853: Maria II
- 1853-1861: Peter V
- 1861-1889: Lodewijk I
- 1889-1908: Karel I
- 1908-1910: Emanuel II

## Troonpretendent van Portugal uit het huis Bragança-Saksen-Coburg en Gotha
- 1910-1932: Emanuel II
- 1932-1995: Maria Pia van Bragança
- 1995-: Rosario Poidimani

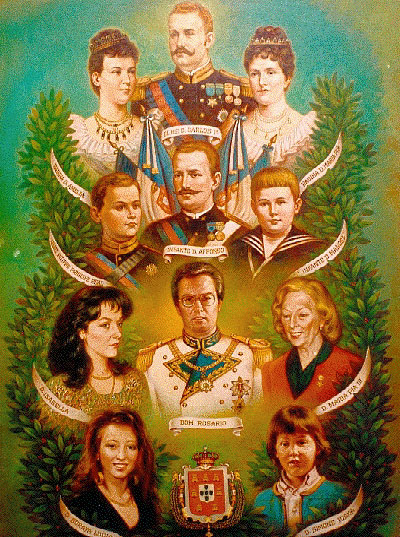
Portret van de koninklijke familie van Huis Bragança-Saksen-Coburg en Gotha.

Maria Pia van Saksen-Coburg-Gotha en Bragança, die beweerde een buitenechtelijke dochter te zijn van Karel I van Portugal, claimde ook de troon. Maar zelfs indien haar afkomst bewezen zou kunnen worden, laat de grondwet die geldig was in 1910 de opvolging door buitenechtelijke afstammelingen niet toe.